# Єгор'євка (Абдулинський міський округ)
Єго́р'євка (рос. Егорьевка) — село у складі Абдулинського міського округу Оренбурзької області, Росія.

## Населення
Населення — 162 особи (2010; 286 у 2002).
Національний склад (станом на 2002 рік):
- росіяни — 89 %